# Премия Берты Луц
Диплом Берты Луц (Bertha Lutz Diploma), также Premio Bertha Lutz (Премия Берты Луц) — премия, учреждённая Федеральным сенатом Бразилии для признания женщин, внесших вклад в защиту прав женщин и решения гендерных проблем в Бразилии. Премия названа в честь бразильского биолога и лидера феминисток Берты Луц.
Награда была учреждена резолюцией 2001 года на основе первоначального проекта резолюции 1998 года, представленного сенатором Эмилией Фернандес. Она вручается ежегодно во время специальной сессии Федерального Сената в рамках мероприятий, посвященных Международному женскому дню 8 марта. Государственные учреждения или неправительственные организации могут выдвигать кандидатов на получение диплома, и эти кандидатуры проходят через Совет Федерального Сената. Победительницы выбираются Дипломным советом Берты Луц, состоящим из одного представителя от каждой политической партии в Сенате. Традиционно награду получали пять женщин из разных областей знаний, хотя в последние годы это число увеличилось.

## Лауреаты

### 2002
- Луиза Эрундина;
- Мария Беренис Диас;
- Мария Изабель Лопес;
- Элейэт Саффьоти;
- Эрильда Бальдуино де Соуза[5].

### 2003
- Эмилия Фернандес;
- Раймунда Гомес да Силва;
- Наир Джейн де Кастро Лима;
- Назаре Гаделья;
- Суэли Карнейру[6].

### 2004
- Ева Софер;
- Мария Глейде Мартинс Коста;
- Моника Мария де Паула Баррозу;
- Мария Апаресида Шумахер;
- Зулейка Аламберт[7].

### 2005
- Клара Чарф;
- Мария да Пенья Майя Фернандес;
- Пальмеринда Донато;
- Розели да Силва;
- Зилда Арнс[8].

### 2006
- Элизабет Алтино Тейшейра;
- Джеральдина Перейра де Оливейра;
- Розмари Корреа;
- Юпира Барбоса Гедини;
- Раймунда Путани[9].

### 2007
- Mãe Beata de Iemanjá, иалориша из Рио-де-Жанейро;
- Сьюли Батиста душ Сантуш из Мату-Гросу ;
- Моэма Либера Визцер (Парана);
- Мария Ивоне Лоурейро Рибейро (Алагоас);
- Ивана Фарина Наваррете Пена (Гояс)[10].

### 2008
- Алиса Эдита Клаус;
- Мария душ Прасереш де Соуза;
- Джандира Фегали;
- Майана Зац;
- Роз Мари Мураро[11].

### 2009
- Лили Мариньо;
- Соня Мария Амарал Фернандес Рибейро;
- Элиза Люсинда Кампос Гомес;
- Нейде Виана Кастанья;
- Клеа Анна Мария Карпи да Роша;
- Рут Кардосо (in memoriam)[12].

### 2010
- Лечи Брандао да Силва;
- Мария Августа Тибириса Миранда;
- Клеуза Перейра ду Насименту;
- Андреа Масиел Пача;
- Клара Перельберг Штейнберг;
- Фани Лернер (in memoriam);
- Мария Лигия де Борхес Гарсия (special honor)[13].

### 2011
- Мария Льеж Сантос Роша
- Хлорис Касагранде Юстен, педагог, член Государственного совета по образованию штата Парана и член НПО Soroptimista, целью которой является предоставление услуг для улучшения жизни женщин. Вице-президент филиала Academia Brasileira de Letras в Паране;
- Мария Хосе да Силва, создала Ассоциацию жителей Conjunto Bento Ribeiro Dantas в Маре, Рио-де-Жанейро, которая работает над социально инклюзивной переработкой отходов;
- Мария Рут Баррето Кавальканте, психопедагог, которая изучала педагогику в Кельне, Германия, в 1960-х годах и была заключена в тюрьму военными за подготовку групп студентов университетов для обучения детей навыкам грамотности;
- Кармен Хелена Феррейра Форо, первая женщина, ставшая менеджером профсоюзного центра в Бразилии, в качестве вице-президента Central Única dos Trabalhadores;
- Ана Мария Пачеко де Васконселос (in memoriam)[14].

### 2012
- Дилма Русеф;
- Мария Престес;
- Юнис Мишилес;
- Розали Скалабрин;
- Ана Элис да Коста[15].

### 2013
- Жо Мораес;
- Аделия Пессоа;
- Амабилия Алмейда и Тельма Айрес;
- Лусия Сантьяго[16].

### 2014
- Кристина Буарке, Пернамбуку;
- Делаиде Арантес, министр Верховного суда по трудовым спорам;
- Магнолия Роча, президент Лиги Рорайма по борьбе с раком;
- Зезе Роша, бывший депутат штата Баия;
- Мария Лигия Мейнард, президент Associação de Pais e Amigos dos Deficientes Auditivos de Sergipe, организации сторонников слабослышащих[17].

### 2015
- Креуса Мария Оливейра;
- Кармен Лусия;
- Клара Араужо;
- Мэри Гарсия Кастро;
- Иванильда Пинейро Салуччи;
- Мария Элизабет Тейшейра Роша;
- Дебора Мартинс Бонафе душ Сантуш (in memoriam)[18].

### 2016
Это был первый год, когда награда была вручена мужчине, Марко Аурелио Мелло.
- Эллен Грейси Нортфлит;
- Лючия Регина Энтони;
- Луиза Элена де Байррос;
- Ля Люфт;
- Марко Аурелио Мелло[19].

### 2017
- Денис Сантьяго;
- Диза Гонзага;
- Изабель Кристина де Азеведо Хейварт;
- Раймунда Лусия де Брито;
- Татьяна Бернарди Тейшейра Пинту[20].

### 2018
Были удостоены чести 26 женщин-депутатов, которые с 1987 по 1988 год участвовали в процессе, завершившемся принятием Конституции Бразилии.
- Эбигейл Фейтоса, in memoriam;
- Анна Мария Раттес;
- Бенедита да Силва;
- Бете Мендес;
- Бет Азизе;
- Кристина Таварес, in memoriam;
- Дирче Туту Квадрос, in memoriam;
- Юнис Мичилес;
- Ирма Пассони;
- Лидиче-да-Мата;
- Лусия Брага;
- Лусия Ваниа;
- Марсия Кубичек, in memoriam;
- Мария де Лурдес Абадия;
- Мария Лусия Мело де Араужо;
- Марлюс Пинто;
- Моэма Сан Тьяго;
- Мириам Портелла;
- Ракель Кандидо;
- Ракель Капиберибе;
- Рита Камата;
- Рита Фуртадо, in memoriam;
- Роуз де Фрейтас;
- Сэди Хауаш;
- Сандра Кавальканти;
- Вильма де Фариа, in memoriam.

### 2019
В этом году было 23 лауреата, в том числе судьи, художницы, ремесленницы, активистки, политики и профессора:
- Альзира Сориано, in memoriam;
- Ана Бенедита де Серкейра-э-Сильва;
- Биби Феррейра in memoriam;
- Деланира Перейра Гонсалвеш;
- Эудезия Виейра, in memoriam;
- Фабиана Мария де Хесус, in memoriam;
- Габриэла Манссур;
- Хелена Хелюй;
- Хелена Мейрелеш, in memoriam;
- Хели де Абре Сильва Батиста, in memoriam;
- Эрминия Мария Сильвейра Азури;
- Иоланда Феррейра Лима;
- Ираси Рибейро Мангейра Маркес;
- Жасегуара Дантас да Силва;
- Памяти Лаэлии де Алькантара;
- Лаисса Геррейра;
- Лейде Морейра, in memoriam;
- Лейлиан Сильва;
- Марсия Абрахао Моура;
- Маргарида Лемос Гонсалвеш, in memoriam;
- Мария Эстер Буэно, in memoriam;
- Мария Лючия Фатторелли;
- Мариэль Франку, in memoriam.

### 2022
В год 20-летия диплома Берты Луц, после двухлетнего перерыва из-за пандемии COVID-19, награда была вручена 21 лауреату:
- Ана Лара Камарго де Кастро;
- Андреа Гаделья;
- Анджела Салазар;
- Ева Евангелиста;
- Филомена Камило ду Вале;
- Флавия Арруда;
- Флавия Синтра;
- Элоиза Старлинг;
- Ильда Пелиз;
- Инес Сантьяго;
- Джосилен Барбоза;
- Юрема Вернек;
- Луиза Трахано;
- Маргарет Далкольмо;
- Мишель Болсонару;
- Мираси Барбоза де Соуза Гастин;
- Моника Сифуэнтес;
- Рената Хиль Алькантара;
- Роза Джин;
- Рут Алмейда;
- Вильма де Фариа, in memoriam.

### 2023
- Илона Сабо де Карвальо;
- Илана Тромбка;
- Нильза Валерия Закариас;
- Роза Вебер;
- Розангела Силва;
- Клара Филипа Камаран, in memoriam;
- Глория Мария, in memoriam[23].